# UNIAPAC
A International Christian Union of Business Executives ou UNIAPAC é uma organização ecumênica para empresários cristãos.

## História
Os antecessores da organização foram federações nacionais de empregadores católicos na Holanda em 1915, na Bélgica em 1921 e na França em 1926. Em 1931, um grupo de empregadores católicos criou um Comité d'Initiative Internacional no 40º aniversário da encíclica Rerum novarum em Roma. Além disso, tomaram a iniciativa de organizar regularmente Internationales des Associations Patronales Catholiques. A UNIAPAC foi fundada em Roma em 1931 como as Conferências Internacionais de Empregadores Católicos por organizações de empresários católicos da França, Bélgica e Holanda e também pessoas da Itália, Alemanha e Tchecoslováquia.
Em 1946, sob o Secretário-Geral A.H.M. Albregst, a UNIAPAC foi estabelecida como a Union Internationale des Associations Patronales Catholiques. Em 1948, a UNIAPAC se expandiu para a América Latina, começando no Chile. Em 1958, um secretariado internacional permanente foi criado em Bruxelas com o apoio de Léon Bekaert (Bélgica) e Peter H. Werhahn (Alemanha).

## Presidentes
- 1956-1959: Giuseppe Mosca (Itália)
- 1960-1964: Peter H. Werhahn (Alemanha)
- 1965-1968: Léon de Rosen (França)
- 1969-1972: Reinier A.H.M. Dobbelmann (Holanda)
- 1973-1976: Romuald Burkard (Suíça)
- 1977-1981: Carlos E. Dietl (Argentina)
- 1981-1985: Antoine Bekaert (Bélgica)
- 1986-1987: Philippe de Weck (Suíça)
- 1988-1990: Ernst van den Biggelaar (Holanda)
- 1990-1993: Michel Albert (França)
- 1994-1996: Guy de Wouters (Bélgica)
- 1997-2000: Domingo Sugranyes (Espanha)
- 2000-2003: H. Onno Ruding (Holanda)
- 2003-2006: Etienne Wibaux (França)
- 2006-: José Ignacio Mariscal (México)